# La gallina Turuleca
La gallina Turuleca es una película española-argentina de animación por computadora de 2019, dirigida por Eduardo Gondell y Víctor Monigote. Fue estrenada el 21 de septiembre de 2019 en el Festival Internacional de Cine de San Sebastián. Ganó un premio Goya en la categoría de mejor película de animación.

## Reparto
- Eva Hache como Turuleca
- José Mota como Armando Tramas
- Ana Ángeles García como Isabel
- Álvaro de Juana Pecos como Matías
- Paula Coria Portilla como Lucía
- Alejandro García como Antonio
- Lorenzo Beteta como Rudy
- Eva Lorenzo como Enfermera

## Premios y nominaciones
XXXV edición de los Premios Goya
| Categoría                   | Resultado |
| --------------------------- | --------- |
| Mejor película de animación | Ganadora  |

76.ª edición de las Medallas del Círculo de Escritores Cinematográficos
| Categoría                       | Resultado |
| ------------------------------- | --------- |
| Mejor largometraje de animación | Ganador   |